# Мужская сборная Италии по волейболу
Мужская национальная сборная команда Италии по волейболу (итал. la nazionale di pallavolo maschile dell'Italia) — представляет Италию на международных соревнованиях по волейболу, является одной из самых титулованных сборных в мире. Управляется Итальянской федерацией волейбола (FIPAV).

## История

### Предыстория
Волейбол проник в Италию и ряд других европейских стран вместе с американским экспедиционным корпусом в годы Первой мировой войны. «Колыбелью» этого вида спорта на Апеннинах считается Равенна — здесь 5 апреля 1917 года состоялся матч между двумя командами американских солдат. На протяжении долгого времени новая игра не могла обрести массовость и пользовалась популярностью исключительно у военнослужащих для поддержания физической формы. Только в 1946 году была образована национальная федерация волейбола (FIPAV) и проведён первый чемпионат страны, выигранный командой «Робур» из Равенны.
К 1947 году относится появление национальной сборной, которую возглавил Пьетро Бернарди. 19 апреля 1947 года в Париже итальянская сборная провела первый международный матч и проиграла его французской команде со счётом 1:3 (9:15, 3:15, 15:9, 6:15). В период пребывания итальянской сборной в столице Франции была образована Международная федерация волейбола (FIVB), одним из 14 учредителей которой стала Италия. На конгрессе FIVB было принято решение о проведении в 1948 году в Риме первого чемпионата Европы.

### Первые официальные турниры
Тренером сборной Италии на дебютном чемпионате Европы был Анджело Коста. Итальянцы стартовали уверенно, одержав три подряд победы со счётом 3:0 над Бельгией, Нидерландами и Португалией, а затем в пяти партиях уступили сборной Франции. В тот же день, 26 сентября 1948 года, Италия провела матч с единственным представителем Восточной Европы и фаворитом чемпионата — сборной Чехословакии. Потерпев поражение со счётом 0:3 (1:15, 5:15, 5:15), апеннинская команда довольствовалась бронзовой медалью.
Менее удачно сложился для итальянцев первый чемпионат мира, проходивший в сентябре 1949 года в Праге. После поражений от Болгарии и Франции «Скуадра Адзурра» отправилась в утешительный турнир, по итогам которого классифицировалась восьмой. После этого Анджело Косту на посту тренера сменил Ренцо Дель Чикка, но первый официальный матч под его руководством сборная провела только два года спустя: в 1950 году итальянцы не принимали участие на чемпионате Европы — в первый и пока единственный раз.

### 1950—1960-е: под началом чехов
Наблюдая за уже оформившейся гегемонией восточноевропейских команд, Италия в стремлении сократить отставание от них в классе, в 1953 году пригласила на должность главного тренера своей сборной чехословацкого специалиста Ивана Тринайстича. Тем не менее в 1950—1960-е годы итальянские волейболисты высоких результатов не демонстрировали: на чемпионатах Европы
им не удавалось подняться выше восьмого места, а на чемпионатах мира — выше четырнадцатого.
Когда в 1957 году волейбол был признан олимпийским видом спорта, итальянцы не пожелали вносить изменения в программу Олимпийских игр в Риме — даже на домашней Олимпиаде шансов добиться успеха в этом виде организаторы соревнований не усматривали. Таким образом волейбол на Олимпиадах дебютировал только в 1964 году в Токио.
Отборочный турнир, на котором разыгрывалась одна путёвка на Игры в Токио, должен был пройти во Франции с участием сборных Италии, Нидерландов, Франции и Турции, но после отказа двух последних матч между оставшимися кандидатами — итальянцами и голландцами — был назначен на 25 января 1964 года и перенесён в Брюссель. Проиграв тяжелейшую игру в пяти партиях, итальянская сборная не смогла стать участником первого олимпийского турнира.
В 1966 году конфликт между Тринайстичем и игроками сборной, в результате которого тренеру для участия на чемпионате мира в Праге пришлось созывать абсолютно новую сборную, привёл к провальному 16-му месту и отставке чехословацкого специалиста. На посту главного тренера Тринайстича сменил его соотечественник Йозеф Козак, экс-тренер сборной Чехословакии, выигравший с ней чемпионат мира 1956 года. Восьмое место, занятое на первенстве Европы-1967 в Стамбуле, вновь не позволило итальянской сборной пробиться на Олимпиаду.
Редкие успехи апеннинцев в этот период были связаны только со Средиземноморскими играми, где сильнейшие сборные не участвовали. Так в 1959 году «Скуадра Адзурра» выиграла золото в противоборстве с Турцией, Египтом и Ливаном, а в 1963-м стала на этих соревнованиях второй.
В 1969 году сборную Италии возглавил её бывший игрок Одоне Федерцоне. В 1970-м под его руководством Италия стала победителем проходившей в Турине Универсиады. После победы на Универсиаде и возвращения на тренерский мостик Йозефа Козека итальянцы надеялись на успешное продолжение на чемпионате мира в Болгарии. Однако поражения от хозяев, а также команд Бельгии и Югославии сделали «Скуадру Адзурру» участником утешительного турнира, где она финишировала только 15-й.

### 1970-е: первая медаль чемпионата мира
В 1971 году в Италии проходил чемпионат Европы, вызвавший огромный зрительский интерес. Однако поражение от Румынии в стартовый день турнира сразу вычеркнуло итальянскую сборную из числа претендентов на медали, итогом было 8-е место. В 1972-м поражение от той же Румынии в Ницце на олимпийском отборочном турнире не позволило итальянцам войти в число участников Игр в Мюнхене. Игровой кризис не был преодолён и к чемпионату мира 1974 года: в Мексике сборная Италии показала худший результат за всю историю своего участия в первенствах планеты, заняв 19-е место.
В 1976 году «Скуадра Адзурра» под руководством Франко Андерлини выиграла олимпийский отборочный турнир в Риме, а на самих Играх в Монреале — дебютных для итальянской сборной — была восьмой.
Спустя год с новым тренером Адриано Павликой Италия взяла старт на чемпионате Европы в Хельсинки в матче против «любимой» Румынии и одержала сенсационную победу со счётом 3:2. И несмотря на то, что итогом стало традиционное восьмое место, первая победа на высшем уровне над соперником из Восточной Европы прибавила итальянцам уверенности в преддверии домашнего чемпионата мира-1978.
К этому старту сборную готовил сицилиец Кармело Питтера, сменивший на посту главного тренера недолго проработавшего поляка Эдварда Скорека. В первом раунде соревнований итальянцы добились уверенных побед над Бельгией, Египтом и Китаем. В начале второго этапа команда одержала важнейшую победу над Бразилией со счётом 3:2, фактически выведшую её в полуфинал, несмотря на последовавшее на следующий день поражение от СССР. После победы в полуфинальном матче над сборной Кубы, Италия в финале вновь проиграла советской сборной — 0:3 (10:15, 13:15, 1:15). Команда, взлетевшая с 19-го места в Мехико-1974 на 2-е в Риме-1978, осталась в истории «Серебряной чайкой» (итал. Il Gabbiano d’argento) — так назывался посвящённый её успеху документальный фильм.
В 1980 году Италия отправилась на Олимпийские игры, но при этом частично поддержала бойкот ряда стран. По приказу министра обороны Италии в Москву не поехали двое игроков, являвшихся служащими итальянской армии. Выступление сборной было неудачным: обыграв на турнире только Чехословакию и Ливию, итальянцы заняли предпоследнее место.

### 1980-е: медленное восхождение
На чемпионате Европы 1983 года в Берлине итальянская сборная добилась высокого результата — традиционно пропустив вперёд себя сборные СССР, Польши и Болгарии, «Скуадра Адзурра» финишировала четвёртой. Кроме того, игрок сборной Италии Франко Бертоли был награждён призом самому ценному игроку чемпионата.
Итальянцы не смогли отобраться на Олимпийские игры в Лос-Анджелесе по спортивному принципу, уступив путёвку болгарам, но вследствие бойкота, объявленного Советским Союзом и поддержанного Болгарией и Польшей, одна из вакансий была предоставлена Италии. Отсутствие сильных восточноевропейских сборных, а также кубинцев, существенно облегчило Италии путь на пьедестал. Добравшись до полуфинала, подопечные Кармело Питтеры со счётом 1:3 проиграли сборной Бразилии, руководимой будущим наставником «Скуадры Адзурры» Бебето, а в матче за 3-е место в трёх партиях обыграли Канаду — 15:11, 15:12, 15:8.
В 1985 году молодёжная сборная Италии стала второй на домашнем чемпионате мира, среди призёров были Андреа Гардини, Лука Кантагалли и Андреа Дзордзи. В 1986 году эти игроки уже в составе национальной сборной отправились на чемпионат мира в Париже. Молодая итальянская сборная заняла только 11-е место, но её игрок Джованни Эррикьелло получил приз лучшему принимающему.
После сеульской Олимпиады, где Италия в итоговой классификации заняла девятую позицию, Кармело Питтера ушёл из команды и началась эпоха Хулио Веласко.

### 1989—2000:Generazione di fenomeni

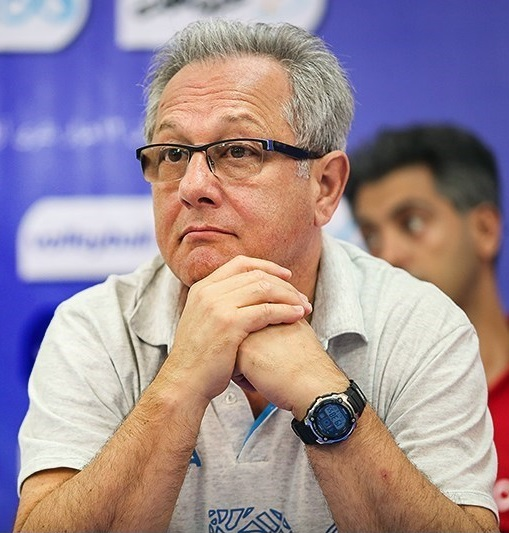
Хулио Веласко

С именем аргентинского специалиста Хулио Веласко (впоследствии принявшего итальянское гражданство) связано начало многочисленных побед итальянской сборной на крупных международных соревнованиях, одержанных Андреа Дзордзи, Лукой Кантагалли, Паоло Тофоли, Лоренцо Бернарди, Андреа Гардини и другими великолепными игроками феноменального поколения — Generazione di fenomeni.
Первый же турнир под руководством Веласко — чемпионат Европы в Швеции — завершился сенсационной победой «Скуадры Адзурры». В том же году Италия стала второй на Кубке мира после сборной Кубы, но спустя год отметилась убедительным реваншем, обыграв кубинцев в финале чемпионата мира в Рио-де-Жанейро — 3:1 (12:15, 15:11, 15:6, 16:14). В том же 1990 году итальянцы упустили возможность выиграть неофициальный престижный турнир Супер-Топ-4, проиграв советской сборной матч, в котором вели 2:0 по сетам и 14:7 в третьей партии.
1991 год прошёл в остром соперничестве итальянцев и сборной СССР: «Скуадра Адзурра» во второй раз подряд выиграла Мировую лигу, но проиграла советским волейболистам в финале континентального первенства в Берлине.
Целая серия новых стартов свелась к интереснейшему противостоянию Италии и Нидерландов. На Олимпиаде в Барселоне голландцы выбили апеннинскую команду ещё на стадии четвертьфинала, на что подопечные Веласко ответили победами в финалах двух чемпионатов Европы и чемпионата мира-1994. К 1996 году соперничество двух суперсборных достигло апогея: в июне голландцы вырвали победу в продолжавшемся 158 минут финале Мировой лиги в Роттердаме, а в августе были сильнее на тай-брейке олимпийского финала в Атланте.
После этого Хулио Веласко перешёл на работу в женскую сборную Италии, а новым тренером мужчин стал бразилец Бебето. Под его руководством заметно обновлённая «Скуадра Адзурра» в ноябре 1998 года выиграла третий чемпионат мира подряд, разгромив в финальном матче в Токио сборную Югославии. Но именно югославская команда спустя два года в полуфинале сиднейской Олимпиады нанесла итальянцам, руководимым уже Андреа Анастази, болезненное поражение с тем же счётом 3:0 — олимпийскую вершину «Скуадра Адзурра», названная FIVB за успехи в 1990-е годы лучшей мужской командой XX века, так и не покорила.

### 2000-е: спад

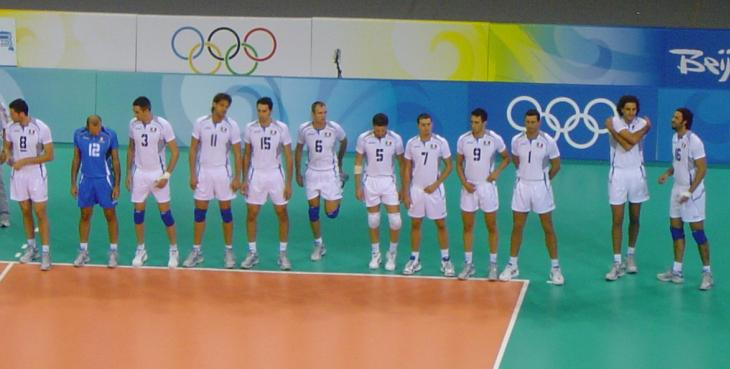
Сборная Италии на Олимпийских играх 2008 года. Слева направо: Альберто Чизолла, Мирко Корсано, Мауро Гавотто, Христо Златанов, Эмануэле Бирарелли, Марко Меони, Валерио Вермильо, Алессандро Папарони, Маттео Мартино, Луиджи Мастранджело, Алессандро Феи, Вигор Боволента

В начале XXI века новое поколение итальянских игроков — Валерио Вермильо, Андреа Сарторетти, Луиджи Мастранджело, Самуэле Папи, Алессандро Феи, Альберто Чизолла — продолжало удерживать Италию в числе сильнейших команд мира. В 2003 году сборная под руководством Джанпаоло Монтали выиграла чемпионат Европы, а в следующем сезоне вновь стала финалистом Олимпиады и вновь проиграла золото — сборной Бразилии.
В 2005 году в Риме опытная итальянская команда выиграла тяжело складывающийся финал европейского первенства у сборной России, но эта победа в свете новых турниров продолжала оставаться «лебединой песней» сборной Италии — многолетние лидеры команды приближались к критическому возрасту, а новобранцы сборной в большинстве случаев смотрелись неубедительно.
На Олимпиаде в Пекине «Скуадра Адзурра», вновь возглавляемая Андреа Анастази, проиграла в полуфинале сборной Бразилии, а в матче за 3-е место — российской команде и впервые с 1992 года осталась без олимпийских медалей. После провала на чемпионате Европы-2009 в Турции (10-е место), определённые надежды итальянцев всё же были связаны с домашним мундиалем, тем более что летом 2010 года сборная Италии впервые за последние пять лет по спортивному принципу пробилась в финальный турнир Мировой лиги. Андреа Анастази в очередной раз сделал ставку на испытанных бойцов, но пределом их возможностей оказалось безмедальное 4-е место.

### 2010-е: команда Берруто и Бленджини

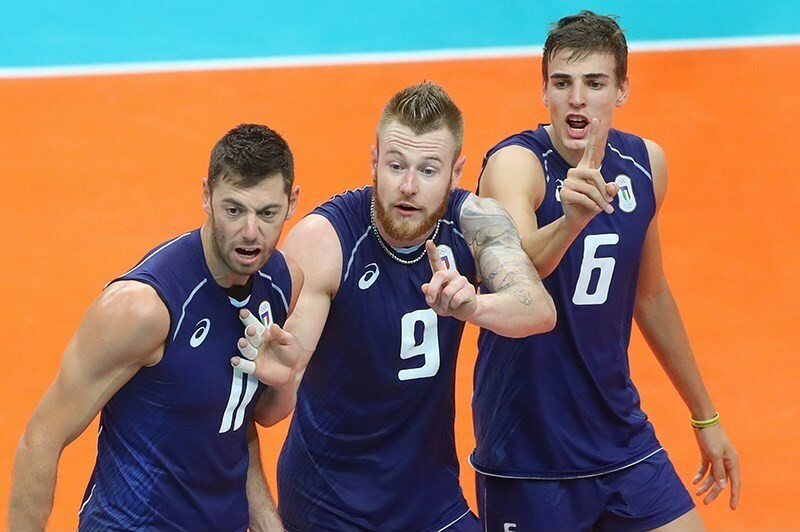
Симоне Бути, Иван Зайцев и Симоне Джаннелли в матче Олимпийских игр в Рио-де-Жанейро

В 2011 году сборную Италии возглавил Мауро Берруто, ранее на протяжении шести сезонов работавший с командой Финляндии. На чемпионате Европы в Австрии и Чехии итальянцы предстали заметно обновленной командой, где на ведущих ролях оказались игроки со славянскими фамилиями: Иван Зайцев (сын олимпийского чемпиона Вячеслава Зайцева), Драган Травица (сын сербского тренера Любомира Травицы) и ставший основным диагональным Михал Ласко, отцом которого является олимпийский чемпион поляк Лех Ласко. Подопечные Берруто заняли 2-е место, проиграв в финале сборной Сербии. Перед Кубком мира в команду вернулся Алессандро Феи, а в олимпийском году — двукратный чемпион мира Самуэле Папи.
На олимпийском турнире в Лондоне итальянцы заняли 4-е место в группе, потерпев поражения от сборных Польши и Болгарии, однако в четвертьфинале со счётом 3:0 обыграли чемпионов Пекина-2008 сборную США. В полуфинале итальянцам довелось встретиться с самым неудобным для себя соперником — сборной Бразилии. Это была восьмая встреча команд в истории Олимпийских игр, и, как и все предыдущие, завершилась она поражением «Скуадры Адзурры». Во встрече за 3-е место команда Берруто победила сборную Болгарии.
В 2013 году сборная Италии попала в призёры Мировой лиги, чемпионата Европы и Большого чемпионского Кубка, в июле 2014 года заняла 3-е место на домашнем «Финале шести» Мировой лиги. Медальную серию «Скуадры Адзурры» прервал чемпионат мира в Польше, на котором она с трудом преодолела барьер первого группового этапа, а в заключительном его матче потеряла из-за травмы Ивана Зайцева. Оставшись без лидера, сборная Италии на втором этапе потерпела три поражения подряд и досрочно потеряла шансы на выход из группы. Итогом выступления стало 13-е место.
Перед «Финалом шести» Мировой лиги-2015 Мауро Берруто отчислил из сборной за нарушение дисциплины четырёх ключевых игроков — Драгана Травицу, Ивана Зайцева, Джулио Сабби и Луиджи Рандаццо. После неудачного завершения турнира Итальянская федерация волейбола приняла отставку Берруто и назначила на должность главного тренера 43-летнего Джанлоренцо Бленджини, подписав с ним контракт на три месяца. Новый рулевой «Скуадры Адзурры» вернул в команду Зайцева и Сабби и при этом совершил ряд изменений в составе, в частности сделав ставку на молодого связующего Симоне Джаннелли и впервые пригласив натурализованного кубинца Османи Хуанторену. После успешного выступления итальянцев на Кубке мира Бленджини продолжил работу с национальной командой.
На Олимпийских играх в Рио-де-Жанейро итальянцы вышли в плей-офф с первого места в группе, одержав победы над чемпионами Европы французами, обладателем Кубка мира сборной США, командами Мексики и Бразилии и лишь в последнем туре уступив канадцам. В четвертьфинале команда Бленджини в трёх партиях переиграла сборную Ирана, а в полуфинале вырвала победу у американцев. «Скуадра Адзурра» уступала 1:2 по партиям и 19:22 в четвёртом сете, но на подачах Ивана Зайцева набрала 5 очков подряд и переломила ход поединка. В финальном матче против сборной Бразилии итальянцы потерпели поражение со счётом 0:3 и стали серебряными призёрами Олимпиады.
В сентябре 2018 года на домашнем чемпионате мира сборная Италии заняла 5-е место, выбыв из турнира после третьего группового этапа. Через год в четвертьфинале чемпионата Европы «Скуадра Адзурра» со счётом 0:3 проиграла Франции.

### 2020-е: новые чемпионы мира
Перед Олимпийскими играми в Токио, которые из-за пандемии COVID-19 были перенесены на 2021 год, итальянцы резервным составом провели турнир Лиги наций. Трое из участников Лиги — связующий Риккардо Сбертоли, доигровщик Алессандро Микьелетто и блокирующий Джанлука Галасси — попали в олимпийскую заявку, причём 19-летний левша Микьелетто, заменивший в основном составе сборной Италии Филиппо Ланцу, стал самым молодым игроком олимпийского турнира. В четвертьфинале Игр в Токио итальянцы со счётом 2:3 уступили сборной Аргентины и впервые с 1992 года не смогли выйти в полуфинал. Одной из причин неудачного выступления стало неоптимальное физическое состояние капитана и основного диагонального Ивана Зайцева, выступавшего на турнире с травмой.
После Олимпийских игр в Токио Джанлоренцо Бленджини в должности главного тренера сборной сменил Фердинандо де Джорджи. Его дебютом в сентябре 2021 года стал чемпионат Европы, куда он привлёк ещё больше молодых игроков, отказавшись от услуг Ивана Зайцева, Османи Хуанторены, Маттео Пьяно, Массимо Колачи. Команда, средний возраст которой составлял 22 года, выиграла 9 из 9 матчей и взяла чемпионский титул. Самым ценным игроком турнира был признан связующий Симоне Джаннелли, в символическую сборную попали доигровщики Алессандро Микьелетто и Даниэле Лавия, а также либеро Фабио Баласо. Спустя год молодая команда де Джорджи выиграла чемпионат мира, вновь не проиграв за весь турнир ни одного матча. В финале, который как и главный матч Евро-2021, проходил на арене «Сподек» в польском городе Катовице, итальянцы победили сборную Польши — 3:1, а лучшим игроком турнира также был признан капитан «Скуадры Адзурры» Симоне Джаннелли.

## Результаты выступлений

### Олимпийские игры
| \| Год \| И \| В \| П \| С/П \| Место \| \| ----- \| -- \| -- \| -- \| ------- \| ----- \| \| 1976 \| 5 \| 0 \| 5 \| 2:15 \| 8-е \| \| 1980 \| 5 \| 2 \| 3 \| 7:11 \| 9-е \| \| 1984 \| 6 \| 4 \| 2 \| 15:7 \| 3-е \| \| 1988 \| 7 \| 4 \| 3 \| 13:13 \| 9-е \| \| 1992 \| 8 \| 6 \| 2 \| 21:8 \| 5-е \| \| 1996 \| 8 \| 7 \| 1 \| 23:5 \| 2-е \| \| 2000 \| 8 \| 7 \| 1 \| 21:8 \| 3-е \| \| 2004 \| 8 \| 5 \| 3 \| 20:11 \| 2-е \| \| 2008 \| 8 \| 5 \| 3 \| 17:14 \| 4-е \| \| 2012 \| 8 \| 5 \| 3 \| 16:13 \| 3-е \| \| 2016 \| 8 \| 6 \| 2 \| 19:10 \| 2-е \| \| 2020 \| 6 \| 4 \| 2 \| 14:10 \| 6-е \| \| 2024 \| 6 \| 4 \| 2 \| 12:10 \| 4-е \| \| Всего \| 91 \| 59 \| 32 \| 196:135 \| \| |    | 1984: Франко Бертоли, Паоло Векки, Фабио Вулло, Франческо Даль’Олио, Джанкарло Даметто, Джованни Ланфранко, Андреа Луккетта, Пьер Луккетта, Гвидо Де Луиджи, Марко Негри, Пьеро Ребауденго, Джованни Эррикьелло. Тренер — Кармело Питтера. · 1996: Лоренцо Бернарди, Вигор Боволента, Марко Браччи, Андреа Гардини, Паскуале Гравина, Андреа Джани, Андреа Дзордзи, Лука Кантагалли, Марко Меони, Самуэле Папи, Андреа Сарторетти, Паоло Тофоли. Тренер — Хулио Веласко. · 2000: Марко Браччи, Андреа Гардини, Паскуале Гравина, Андреа Джани, Мирко Корсано, Луиджи Мастранджело, Марко Меони, Самуэле Папи, Симоне Розальба, Андреа Сарторетти, Паоло Тофоли, Алессандро Феи. Тренер — Андреа Анастази. · 2004: Валерио Вермильо, Андреа Джани, Паоло Коцци, Луиджи Мастранджело, Самуэле Папи, Дамьяно Пиппи, Андреа Сарторетти, Симеонов, Паоло Тофоли, Алессандро Феи, Матей Чернич, Альберто Чизолла. Тренер — Джанпаоло Монтали. · 2012: Андреа Бари, Эмануэле Бирарелли, Данте Бонинфанте, Андреа Джови, Иван Зайцев, Михал Ласко, Луиджи Мастранджело, Самуэле Папи, Симоне Пароди, Кристиан Савани, Драган Травица, Алессандро Феи. Тренер — Мауро Берруто. · 2016: Олег Антонов, Эмануэле Бирарелли, Симоне Бути, Лука Веттори, Симоне Джаннелли, Иван Зайцев, Массимо Колачи, Филиппо Ланца, Маттео Пьяно, Сальваторе Россини, Даниэле Соттиле, Османи Хуанторена. Тренер — Джанлоренцо Бленджини. |    |         |       |
| Год | И  | В | П  | С/П     | Место |
| 1976 | 5  | 0 | 5  | 2:15    | 8-е   |
| 1980 | 5  | 2 | 3  | 7:11    | 9-е   |
| 1984 | 6  | 4 | 2  | 15:7    | 3-е   |
| 1988 | 7  | 4 | 3  | 13:13   | 9-е   |
| 1992 | 8  | 6 | 2  | 21:8    | 5-е   |
| 1996 | 8  | 7 | 1  | 23:5    | 2-е   |
| 2000 | 8  | 7 | 1  | 21:8    | 3-е   |
| 2004 | 8  | 5 | 3  | 20:11   | 2-е   |
| 2008 | 8  | 5 | 3  | 17:14   | 4-е   |
| 2012 | 8  | 5 | 3  | 16:13   | 3-е   |
| 2016 | 8  | 6 | 2  | 19:10   | 2-е   |
| 2020 | 6  | 4 | 2  | 14:10   | 6-е   |
| 2024 | 6  | 4 | 2  | 12:10   | 4-е   |
| Всего | 91 | 59 | 32 | 196:135 |       |

### Чемпионаты мира
| \| Год \| И \| В \| П \| С/П \| Место \| \| ----- \| --- \| --- \| -- \| ------- \| ----- \| \| 1949 \| 5 \| 2 \| 3 \| 8:9 \| 8-е \| \| 1956 \| 10 \| 6 \| 4 \| 22:14 \| 14-е \| \| 1962 \| 11 \| 5 \| 6 \| 19:20 \| 14-е \| \| 1966 \| 11 \| 2 \| 9 \| 9:28 \| 16-е \| \| 1970 \| 11 \| 3 \| 8 \| 21:25 \| 15-е \| \| 1974 \| 11 \| 7 \| 4 \| 24:14 \| 19-е \| \| 1978 \| 9 \| 7 \| 2 \| 21:11 \| 2-е \| \| 1982 \| 9 \| 7 \| 2 \| 21:11 \| 14-е \| \| 1986 \| 8 \| 3 \| 5 \| 11:15 \| 11-е \| \| 1990 \| 7 \| 6 \| 1 \| 18:7 \| 1-е \| \| 1994 \| 7 \| 6 \| 1 \| 20:6 \| 1-е \| \| 1998 \| 12 \| 11 \| 1 \| 33:7 \| 1-е \| \| 2002 \| 9 \| 6 \| 3 \| 23:14 \| 5-е \| \| 2006 \| 11 \| 8 \| 3 \| 28:13 \| 5-е \| \| 2010 \| 9 \| 7 \| 2 \| 23:12 \| 4-е \| \| 2014 \| 9 \| 3 \| 6 \| 14:22 \| 13-е \| \| 2018 \| 10 \| 8 \| 2 \| 26:11 \| 5-е \| \| 2022 \| 7 \| 7 \| 0 \| 21:4 \| 1-е \| \| Всего \| 166 \| 104 \| 62 \| 362:243 \| \| |     | 1978: Тони Алессандро, Нелло Греко, Франческо Даль’Олио, Мауро Ди Бернардо, Клаудио Ди Косте, Фабио Инноченти, Массимо Кончетти, Сандро Ладзерони, Джованни Ланфранко, Фабрицио Насси, Марко Негри, Антонио Счилипоти. Тренер — Кармело Питтера. · 1990: Андреа Анастази, Лоренцо Бернарди, Марко Браччи, Андреа Гардини, Фердинандо де Джорджи, Андреа Джани, Андреа Дзордзи, Лука Кантагалли, Андреа Луккетта, Марко Мартинелли, Роберто Маскьярелли, Паоло Тофоли. Тренер — Хулио Веласко. · 1994: Лоренцо Бернарди, Марко Браччи, Андреа Гардини, Паскуале Гравина, Джакомо Джиретто, Фердинандо де Джорджи, Андреа Джани, Андреа Дзордзи, Лука Кантагалли, Самуэле Папи, Дамьяно Пиппи, Паоло Тофоли. Тренер — Хулио Веласко. · 1998: Марко Браччи, Андреа Гардини, Паскуале Гравина, Фердинандо де Джорджи, Андреа Джани, Мирко Корсано, Марко Меони, Микеле Пазинато, Самуэле Папи, Симоне Розальба, Андреа Сарторетти, Алессандро Феи. Тренер — Бебето. · 2022: Симоне Андзани, Фабио Баласо, Маттия Боттоло, Джанлука Галасси, Симоне Джаннелли, Даниэле Лавия, Алессандро Микьелетто, Леандро Моска, Джулио Пинали, Франческо Речине, Юри Романо, Роберто Руссо, Риккардо Сбертоли, Леонардо Сканферла. Тренер — Фердинандо де Джорджи. |    |         |       |
| Год | И   | В | П  | С/П     | Место |
| 1949 | 5   | 2 | 3  | 8:9     | 8-е   |
| 1956 | 10  | 6 | 4  | 22:14   | 14-е  |
| 1962 | 11  | 5 | 6  | 19:20   | 14-е  |
| 1966 | 11  | 2 | 9  | 9:28    | 16-е  |
| 1970 | 11  | 3 | 8  | 21:25   | 15-е  |
| 1974 | 11  | 7 | 4  | 24:14   | 19-е  |
| 1978 | 9   | 7 | 2  | 21:11   | 2-е   |
| 1982 | 9   | 7 | 2  | 21:11   | 14-е  |
| 1986 | 8   | 3 | 5  | 11:15   | 11-е  |
| 1990 | 7   | 6 | 1  | 18:7    | 1-е   |
| 1994 | 7   | 6 | 1  | 20:6    | 1-е   |
| 1998 | 12  | 11 | 1  | 33:7    | 1-е   |
| 2002 | 9   | 6 | 3  | 23:14   | 5-е   |
| 2006 | 11  | 8 | 3  | 28:13   | 5-е   |
| 2010 | 9   | 7 | 2  | 23:12   | 4-е   |
| 2014 | 9   | 3 | 6  | 14:22   | 13-е  |
| 2018 | 10  | 8 | 2  | 26:11   | 5-е   |
| 2022 | 7   | 7 | 0  | 21:4    | 1-е   |
| Всего | 166 | 104 | 62 | 362:243 |       |

### Чемпионаты Европы
| \| Год \| И \| В \| П \| С/П \| Место \| \| ----- \| --- \| --- \| -- \| ------- \| ----- \| \| 1948 \| 5 \| 3 \| 2 \| 11:6 \| 3-е \| \| 1951 \| 5 \| 2 \| 3 \| 8:9 \| 8-е \| \| 1955 \| 7 \| 5 \| 2 \| 15:11 \| 9-е \| \| 1958 \| 11 \| 8 \| 3 \| 26:19 \| 10-е \| \| 1963 \| 10 \| 7 \| 3 \| 21:14 \| 10-е \| \| 1967 \| 10 \| 3 \| 7 \| 11:25 \| 8-е \| \| 1971 \| 8 \| 6 \| 2 \| 21:10 \| 8-е \| \| 1975 \| 7 \| 2 \| 5 \| 8:17 \| 10-е \| \| 1977 \| 7 \| 3 \| 4 \| 12:16 \| 8-е \| \| 1979 \| 7 \| 3 \| 4 \| 13:14 \| 5-е \| \| 1981 \| 7 \| 5 \| 2 \| 15:9 \| 7-е \| \| 1983 \| 7 \| 4 \| 3 \| 16:16 \| 4-е \| \| 1985 \| 7 \| 1 \| 6 \| 10:18 \| 6-е \| \| 1987 \| 7 \| 3 \| 4 \| 14:14 \| 9-е \| \| 1989 \| 7 \| 6 \| 1 \| 20:7 \| 1-е \| \| 1991 \| 7 \| 6 \| 1 \| 18:7 \| 2-е \| \| 1993 \| 7 \| 7 \| 0 \| 21:5 \| 1-е \| \| 1995 \| 7 \| 6 \| 1 \| 19:6 \| 1-е \| \| 1997 \| 7 \| 5 \| 2 \| 15:8 \| 3-е \| \| 1999 \| 5 \| 4 \| 1 \| 13:5 \| 1-е \| \| 2001 \| 7 \| 4 \| 3 \| 14:10 \| 2-е \| \| 2003 \| 7 \| 7 \| 0 \| 21:4 \| 1-е \| \| 2005 \| 7 \| 6 \| 1 \| 19:8 \| 1-е \| \| 2007 \| 6 \| 4 \| 2 \| 14:11 \| 6-е \| \| 2009 \| 6 \| 2 \| 4 \| 8:12 \| 10-е \| \| 2011 \| 6 \| 4 \| 2 \| 15:8 \| 2-е \| \| 2013 \| 7 \| 5 \| 2 \| 18:10 \| 2-е \| \| 2015 \| 7 \| 5 \| 2 \| 18:7 \| 3-е \| \| 2017 \| 5 \| 3 \| 2 \| 11:6 \| 5-е \| \| 2019 \| 7 \| 5 \| 2 \| 16:9 \| 6-е \| \| 2021 \| 9 \| 9 \| 0 \| 27:5 \| 1-е \| \| 2023 \| 9 \| 8 \| 1 \| 24:7 \| 2-е \| \| Всего \| 228 \| 151 \| 77 \| 512:333 \| \| |     | 1948: Эрмано Баккарини, Бруно Де Бернарди, Франческо Каттанео, Бруно Лоллис, Орфео Монтанари, Марио Сарагони, Лино Скенал, Сфорцини, Роберто Таццари, Марио Фанези, Рикардо Чеппиле, Бруно Эстази. Тренер — Анджело Коста. · 1989: Андреа Анастази, Лоренцо Бернарди, Марко Браччи, Андреа Гардини, Фердинандо де Джорджи, Андреа Дзордзи, Лука Кантагалли, Андреа Луккетта, Стефано Маргутти, Роберто Маскьярелли, Жилберто Пассани, Паоло Тофоли. Тренер — Хулио Веласко. · 1991: Лоренцо Бернарди, Клаудио Галли, Андреа Гардини, Андреа Дзордзи, Андреа Джани, Фердинандо де Джорджи, Андреа Луккетта, Лука Кантагалли, Марко Мартинелли, Стефано Маргутти, Роберто Маскьярелли, Паоло Тофоли. Тренер — Хулио Веласко. · 1993: Давиде Беллини, Марко Браччи, Клаудио Галли, Андреа Гардини, Паскуале Гравина, Андреа Дзордзи, Андреа Джани, Лука Кантагалли, Марко Мартинелли, Микеле Пазинато, Дамьяно Пиппи, Паоло Тофоли. Тренер — Хулио Веласко. · 1995: Лоренцо Бернарди, Вигор Боволента, Марко Браччи, Андреа Гардини, Паскуале Гравина, Андреа Джани, Андреа Дзордзи, Лука Кантагалли, Марко Меони, Микеле Пазинато, Самуэле Папи, Паоло Тофоли. Тренер — Хулио Веласко. · 1997: Альберто Баки, Давиде Беллини, Вигор Боволента, Клаудио Бонати, Андреа Гардини, Паскуале Гравина, Андреа Джани, Марко Меони, Микеле Пазинато, Дамьяно Пиппи, Симоне Розальба, Андреа Сарторетти. Тренер — Бебето. · 1999: Марко Браччи, Андреа Гардини, Паскуале Гравина, Андреа Джани, Леондино Джомбини, Мирко Корсано, Луиджи Мастранджело, Марко Меони, Самуэле Папи, Симоне Розальба, Андреа Сарторетти, Паоло Тофоли. Тренер — Андреа Анастази. · 2001: Лоренцо Бернарди, Вигор Боволента, Валерио Вермильо, Леондино Джомбини, Христо Златанов, Кристиан Казоли, Мирко Корсано, Марко Меони, Самуэле Папи, Андреа Сарторетти, Лука Тенкати, Алессандро Феи. Тренер — Андреа Анастази. · 2003: Франческо Бирибанти, Валерио Вермильо, Андреа Джани, Паоло Коцци, Луиджи Мастранджело, Марко Меони, Дамьяно Пиппи, Самуэле Папи, Кристиан Савани, Андреа Сарторетти, Алессандро Феи, Матей Чернич. Тренер — Джанпаоло Монтали. · 2005: Валерио Вермильо, Мирко Корсано, Паоло Коцци, Михал Ласко, Луиджи Мастранджело, Алессандро Папарони, Кристиан Савани, Джакомо Синтини, Лука Тенкати, Алессандро Феи, Матей Чернич, Альберто Чизолла. Тренер — Джанпаоло Монтали. · 2011: Андреа Бари, Рокко Бароне, Эмануэле Бирарелли, Данте Бонинфанте, Симоне Бути, Андреа Джови, Иван Зайцев, Михал Ласко, Габриэле Маруотти, Луиджи Мастранджело, Симоне Пароди, Джулио Сабби, Кристиан Савани, Драган Травица. Тренер — Мауро Берутто. · 2013: Томас Беретта, Эмануэле Бирарелли, Лука Веттори, Андреа Джови, Иван Зайцев, Иржи Коварж, Филиппо Ланца, Даниэле Маццоне, Симоне Пароди, Маттео Пьяно, Сальваторе Россини, Кристиан Савани, Давиде Сайтта, Драган Травица. Тренер — Мауро Берутто. · 2015: Олег Антонов, Симоне Андзани, Симоне Бути, Лука Веттори, Симоне Джаннелли, Иван Зайцев, Массимо Колачи, Филиппо Ланца, Якопо Массари, Маттео Пьяно, Сальваторе Россини, Джулио Сабби, Даниэле Соттиле, Османи Хуанторена. Тренер — Джанлоренцо Бленджини. · 2021: Симоне Андзани, Фабио Баласо, Маттия Боттоло, Джанлука Галасси, Симоне Джаннелли, Лоренцо Кортезия, Даниэле Лавия, Алессандро Микьелетто, Джулио Пинали, Алессандро Пиччинелли, Франческо Речине, Фабио Риччи, Юри Романо, Риккардо Сбертоли. Тренер — Фердинандо де Джорджи. · 2023: Алессандро Боволента, Фабио Баласо, Маттия Боттоло, Джанлука Галасси, Симоне Джаннелли, Даниэле Лавия, Алессандро Микьелетто, Леандро Моска, Томмазо Ринальди, Юри Романо, Роберто Руссо, Джованни Сангинетти, Риккардо Сбертоли, Леонардо Сканферла. Тренер — Фердинандо де Джорджи. |    |         |       |
| Год | И   | В | П  | С/П     | Место |
| 1948 | 5   | 3 | 2  | 11:6    | 3-е   |
| 1951 | 5   | 2 | 3  | 8:9     | 8-е   |
| 1955 | 7   | 5 | 2  | 15:11   | 9-е   |
| 1958 | 11  | 8 | 3  | 26:19   | 10-е  |
| 1963 | 10  | 7 | 3  | 21:14   | 10-е  |
| 1967 | 10  | 3 | 7  | 11:25   | 8-е   |
| 1971 | 8   | 6 | 2  | 21:10   | 8-е   |
| 1975 | 7   | 2 | 5  | 8:17    | 10-е  |
| 1977 | 7   | 3 | 4  | 12:16   | 8-е   |
| 1979 | 7   | 3 | 4  | 13:14   | 5-е   |
| 1981 | 7   | 5 | 2  | 15:9    | 7-е   |
| 1983 | 7   | 4 | 3  | 16:16   | 4-е   |
| 1985 | 7   | 1 | 6  | 10:18   | 6-е   |
| 1987 | 7   | 3 | 4  | 14:14   | 9-е   |
| 1989 | 7   | 6 | 1  | 20:7    | 1-е   |
| 1991 | 7   | 6 | 1  | 18:7    | 2-е   |
| 1993 | 7   | 7 | 0  | 21:5    | 1-е   |
| 1995 | 7   | 6 | 1  | 19:6    | 1-е   |
| 1997 | 7   | 5 | 2  | 15:8    | 3-е   |
| 1999 | 5   | 4 | 1  | 13:5    | 1-е   |
| 2001 | 7   | 4 | 3  | 14:10   | 2-е   |
| 2003 | 7   | 7 | 0  | 21:4    | 1-е   |
| 2005 | 7   | 6 | 1  | 19:8    | 1-е   |
| 2007 | 6   | 4 | 2  | 14:11   | 6-е   |
| 2009 | 6   | 2 | 4  | 8:12    | 10-е  |
| 2011 | 6   | 4 | 2  | 15:8    | 2-е   |
| 2013 | 7   | 5 | 2  | 18:10   | 2-е   |
| 2015 | 7   | 5 | 2  | 18:7    | 3-е   |
| 2017 | 5   | 3 | 2  | 11:6    | 5-е   |
| 2019 | 7   | 5 | 2  | 16:9    | 6-е   |
| 2021 | 9   | 9 | 0  | 27:5    | 1-е   |
| 2023 | 9   | 8 | 1  | 24:7    | 2-е   |
| Всего | 228 | 151 | 77 | 512:333 |       |

| Мировая лига: - 1990 — 1-е место - 1991 — 1-е место - 1992 — 1-е место - 1993 — 3-е место - 1994 — 1-е место - 1995 — 1-е место - 1996 — 2-е место - 1997 — 1-е место - 1998 — 4-е место - 1999 — 1-е место - 2000 — 1-е место | - 2001 — 2-е место - 2002 — 4-е место - 2003 — 3-е место - 2004 — 2-е место - 2005 — 7-е место - 2006 — 6-е место - 2007 — 9-е место - 2008 — 7-е место - 2009 — 7-е место - 2010 — 6-е место - 2011 — 6-е место - 2012 — 11-е место | - 2013 — 3-е место - 2014 — 3-е место - 2015 — 5-е место - 2016 — 4-е место - 2017 — 12-е место Лига наций: - 2018 — 8-е место - 2019 — 8-е место - 2021 — 10-е место - 2022 — 4-е место - 2023 — 4-е место - 2024 — 5-е место |

| - 1981 — 7-е место - 1989 — 2-е место - 1995 — 1-е место | - 1999 — 3-е место - 2003 — 2-е место - 2011 — 4-е место | - 2015 — 2-е место - 2019 — 7-е место |

## Тренеры
- 1947 — Пьетро Бернарди
- 1947—1949 — Анджело Коста
- 1949—1953 — Ренцо Дель Чикка
- 1953—1966 — Иван Тринайстич (Чехословакия)
- 1966—1969 — Йозеф Козак (Чехословакия)
- 1969—1974 — Одоне Федерцони
- 1970 — Одоне Федерцони и Йозеф Козак (Чехословакия)
- 1974—1976 — Франко Андерлини
- 1976—1977 — Адриано Павлика
- 1978 — Эдвард Скорек (Польша)
- 1978—1988 — Кармело Питтера
- 1988 — Микеланджело Ло Бьянко
- 1988—1996 — Хулио Веласко (Аргентина / Италия)
- 1996—1998 — Бебето (Бразилия)
- 1998—2002 — Андреа Анастази
- 2001 — Ким Хо Чул (Республика Корея)
- 2002—2007 — Джанпаоло Монтали
- 2007—2010 — Андреа Анастази
- 2011—2015 — Мауро Берруто
- 2015—2021 — Джанлоренцо Бленджини
- С 2021 года — Фердинандо де Джорджи

## Текущий состав
Заявка сборной Италии на Олимпийские игры-2024
| №                                      | Имя                            | Дата рождения            | Рост      | Клуб-2023/24 |
| Связующие                              | Связующие                      | Связующие                | Связующие | Связующие    |
| -------------------------------------- | ------------------------------ | ------------------------ | --------- | ------------ |
| 6                                      | Симоне Джаннелли               | 9 августа 1996 (28 лет)  | 199       | «Перуджа»    |
| 8                                      | Риккардо Сбертоли              | 23 мая 1998 (27 лет)     | 185       | «Трентино»   |
| Диагональные                           |                                |                          |           |              |
| 16                                     | Юри Романо                     | 26 июля 1997 (28 лет)    | 203       | «Пьяченца»   |
| 23                                     | Алессандро Боволента           | 27 мая 2004 (21 год)     | 202       | «Равенна»    |
| Доигровщики                            |                                |                          |           |              |
| 5                                      | Алессандро Микьелетто          | 5 декабря 2001 (23 года) | 211       | «Трентино»   |
| 12                                     | Маттия Боттоло                 | 3 января 2000 (25 лет)   | 196       | «Лубе»       |
| 15                                     | Даниэле Лавия                  | 4 ноября 1999 (25 лет)   | 198       | «Трентино»   |
| 31                                     | Лука Порро                     | 9 мая 2004 (21 год)      | 193       | «Падова»     |
| Центральные блокирующие                |                                |                          |           |              |
| 11                                     | Джованни Сангинетти            | 14 апреля 2000 (25 лет)  | 202       | «Модена»     |
| 14                                     | Джанлука Галасси               | 24 июля 1997 (28 лет)    | 201       | «Монца»      |
| 19                                     | Роберто Руссо                  | 23 февраля 1997 (28 лет) | 207       | «Перуджа»    |
| Либеро                                 |                                |                          |           |              |
| 7                                      | Фабио Баласо                   | 20 октября 1995 (29 лет) | 178       | «Лубе»       |
| 28                                     | Габриэле Лауренцано (запасной) | 12 июня 2003 (22 года)   | 176       | «Трентино»   |
| Главный тренер — Фердинандо де Джорджи |                                |                          |           |              |